# Parastereopsis borneensis
Parastereopsis borneensis är en svampart som beskrevs av Corner 1976. Parastereopsis borneensis ingår i släktet Parastereopsis och familjen kantareller.   Inga underarter finns listade i Catalogue of Life.